# Jeff Merkley
Alan Jeffrey "Jeff" Merkley (nascido em 24 de outubro de 1956) é um político norte-americano membro do Partido Democrata.
Markley é senador do Oregon desde 2009, quando venceu Gordon Smith, elegeu-se senador com 864.392 votos.

## Biografia
Merkley nasceu em Myrtle Creek no Oregon, é filho de Darrell e Betty Merkley.

## Formação escolar
- Cursou o ensino fundamental em Roseburg, pouco depois sua família mudou-se para Portland onde veio a terminar o ensino fundamental.[3]
- Formou-se em ciências políticas na Universidade de Princeton e também na Universidade Stanford.[4][5]

## Carreira política
- Em 1991 é diretor executivo em Portland.[6]
- Em 1999 a 2009, é membro da câmara dos representantes do Oregon pelo 47º distrito.[7]
- Desde 2009 é senador do Oregon.

## Vida pessoal
Merkley é casado com Mary Sorteberg, e tem dois filhos Jonathan e Brynne, sua residência situa-se em Portland.